# آبشار مول
آبشار مول (به انگلیسی: Moul Falls) آبشاری است که در بریتیش کلمبیا، کانادا واقع شده و ارتفاع کلی ریزشگاه آن ۳۵ متر (۱۱۵ فوت) است.